# 彭翼仲
彭翼仲（1864年11月25日—1921年11月17日），名诒孙，字翼仲，又號寄归道人，以字行，江蘇長洲（今蘇州）人，祖籍江西清江（今樟樹市），生於京師（今北京市），清末民初地產開發商、报人，社会活动家。

## 生平

### 早年
武英殿大學士彭蘊章孫，父親彭柱高為彭蘊章七子。彭翼仲出身官僚世家，自小接受儒學教育，以求取功名為志業，但卻屢試無果，在經商盈利後，曾捐官通判銜。光緒十六年（1890年）五月，京師連續下了五十多天的傾盆大雨，排水系統不堪負荷，水像河流一樣從城內往城外湧，街上深的地方能淹沒大車輪子，淺的地方也能到馬腹。半夜，彭家受災，房子牆壁倒塌，差點砸中彭翼仲，全家只得暫且借住在長元會館。雨停後回家一看，只剩屋頂還完好如初，全家人東借西湊，湊了三百兩銀子修繕房子，正巧，有人想買這間房子，彭家也想買新房，一進一出，連買帶賣，淨賺六百兩，彭翼仲就用這六百兩當作本金，專買爛房，修好就往外賣，每一處房子至少能獲利三遍，兩三年下來已賺了一萬兩以上。

### 报业生涯
光绪二十八年五月十八日（1902年6月23日）创办《启蒙画报》。光绪三十年七月六日（1904年8月16日）创办《京话日报》。次年，同杭辛斋共同创办《中华报》。並邀请醉郭讲报。次年八月十二日（1906年9月29日）因揭露军机大臣袁世凯纵容卫兵抢掠行凶，指责北洋当局滥捕滥诛康党，《中华报》被以“妄议朝政，捏造谣言，附和匪党，肆为论说”的罪名被查封，《京话日报》连带被封。彭翼仲被当局拘捕。光绪三十三年（1907年）三月中下旬，被判流配新疆十年。同年三月五日（1907年4月17日）起解离京，发配新疆。

### 返京办报
民國二年（1913年）四月抵返北京。同年七月五日，《京话日报》复刊。七月二十七日二次出版二十二天后，再次被袁世凯政府查封。十一月初一日，第三次创办《京话时报》。十一月十七日，病故于北京，归葬于江苏吴县（今苏州市）五都九图柴场村。

## 所办报纸

### 《启蒙画报》
彭翼仲于光绪二十八年五月十八日（1902年6月23日）创办《启蒙画报》。
《启蒙画报》是清朝末年中国北方出版的第一份画报。出版初期为月刊，全年共出十二册，第二年改为半月刊。版面为32大开本，每期篇幅最多达182页。设置伦理、舆地、掌故、算术、格致、动植物和附页等七个栏目，版面分两栏，一栏图画，一栏文字。除“伦理”和“掌故”栏目介绍中国传统历史知识和道德伦理观念外，其他大部分栏目都注重介绍西学基础知识，传播新观念和新风俗。
《启蒙画报》虽然名为报，但不具新闻性，只有在“附页”中有少量时事评论文章。从内容上看，更具有教科书的性质。由于使用白话文，并辅以大量图画，图文并茂而简洁易懂有助于儿童和普通民众的阅读。
《启蒙画报》创办不到两年即停刊，停刊原因是创办人彭翼仲因缺乏精力同时管理《京话日报》、《中华报》、《启蒙画报》三份报纸，放弃继续运营《启蒙画报》。

### 《京话日报》
彭翼仲于光绪三十年七月六日（1904年8月16日）创办《京话日报》。
《京话日报》是以普通市民为主要读者对象的时事性政治报刊。使用白话文，日出铅印一小张，售价3文。设有演说、紧要新闻、本京新闻、各省新闻、各国新闻、宫门抄、告示、电报、小说、时事新歌、儿童解字、来函和商情广告等栏目。
为促进报纸发行，彭翼仲邀请报夫醉郭讲报，醉郭利用自己的“数来宝”功底，边售报边演讲，大受市民欢迎，使报纸销量大增。创办数年后，《京话日报》成为北京地区具有重要影响力的报纸，报纸发行量一度达到万份以上。
《京话日报》曾经停刊两次，第一次因揭露军机大臣纵容卫兵抢掠行凶，指责北洋当局滥捕滥诛康党，于德光緒三十二年八月十二日（1906年9月29日）被清廷查封；民國二年（1913年）七月，在彭翼仲主持下恢复出版，发行二十二天后又因得罪袁世凯，被再度查封。同年十一月初一日第二次复刊。

### 《中华报》
光緒三十一年（1905年）彭翼仲创办《中华报》，杭辛斋任社长兼总编辑。与《启蒙画报》和《京话日报》不同，《中华报》的目标读者是文化程度较高的社会中上层人士，“专为开通官智而设”，因此皆用文言文。内容除新闻信息以外，以讨论政事为主。